# Jocelino Suta

a Compétitions nationales et continentales officielles uniquement.

b Matchs officiels uniquement.
Dernière mise à jour le 19 mai 2018.
Jocelino Suta, né le 18 novembre 1982 à Port-Vila (Vanuatu) est un joueur international français de rugby à XV jouant principalement au poste de deuxième ligne.
Il commence sa carrière en 2005 au Stade montois. Après une saison 2007-2008 réussie avec une accession du Stade montois en Top 14, il devait rejoindre le Racing Métro 92. À la suite du maintien du club en Pro D2, il s'engage avec le Rugby club toulonnais, autre club promu. Il y passe la majorité de sa carrière et remporte deux Coupe d'Europe en 2013 et 2014 et un championnat de France en 2014.
Il est le cousin du pilier Mikaele Tuugahala.

## Biographie

### Jeunesse et formation
Né à Vanuatu en Océanie (où réside encore une grande partie de sa famille) avec des parents d'origine wallisienne, il a grandi entre Vanuatu, Wallis-et-Futuna et la Nouvelle-Calédonie, où il découvre le rugby.

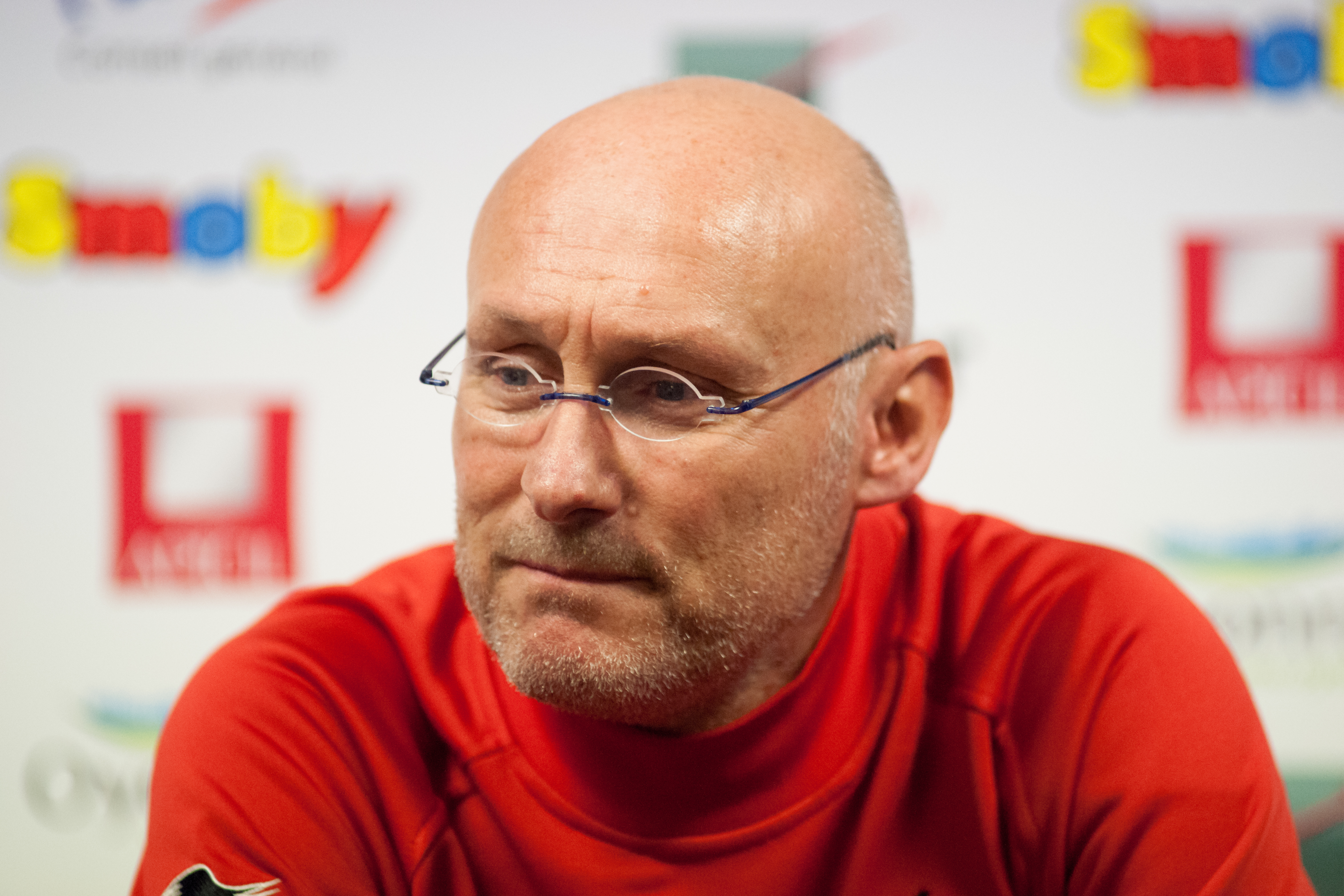
Bernard Laporte, ici en 2014, est le manager de Jocelino Suta à Toulon de 2011 à 2016.

Jocelino Suta commence le rugby en 2000 au sein du Rugby Club Calédonien (Nouvelle-Calédonie). Il est membre de l'équipe de Nouvelle-Calédonie lors du Tournoi des Dom-Tom 2001 de Bordeaux, Jocelino rejoint Mont de Marsan en août 2001. Il est remarqué par Michel Couturas en juin 2001 et intègre le Stade montois avec deux autres joueurs de Nouvelle-Calédonie, Mikaële Tuughala de l'AS Païta et Ismaël Sione du RC Mont-Dore. Tous les trois participent pour la première fois à cette compétition qui réunit tous les deux ans les comités ultramarins.

### Carrière professionnelle
Jocelino Suta commence sa carrière professionnelle avec le Stade montois, en 2005, où il se révèle. En 2008, il remporte les phases finales de Pro D2 en battant le Racing Métro, permettant à son club d'être promu en Top 14. Il quitte ensuite le club pour rejoindre le RC Toulon.
Ensuite, au mois de juin 2008, il est invité avec les Barbarians français pour jouer un match contre le Canada à Victoria. Les Baa-Baas l'emportent 17 à 7.
Durant la saison 2009-2010, les Toulonnais se qualifient en finale du Challenge européen. Suta entre en jeu durant cette finale mais les siens perdent le match du titre contre les Cardiff Blues.
Sa saison 2011-2012 est gâchée par de nombreuses blessures. Il participe tout de même à la finale du Challenge européen perdue 21 à 18 contre le Biarritz olympique,. C'est à partir de la saison 2012-2013 qu'il commence à s'imposer avec le RCT, où il est régulièrement titularisé en deuxième ligne aux côtés du Sud-Africain Bakkies Botha. Philippe Saint-André décide alors de le sélectionner pour la première fois de sa carrière pour la tournée de d'automne 2012. Il honore sa première sélection le 10 novembre au Stade de France face à l'équipe d'Australie. À la fin de cette saison, il entre en jeu dans la finale de Coupe d'Europe gagnée 16 à 15 contre l'ASM Clermont.
L'année suivante, en 2014, il remporte de nouveau la Coupe d'Europe, battant cette fois les Saracens en finale. La semaine d'après Toulon remporte la finale du Championnat de France après une victoire 18 à 10 contre le Castres olympique.
En juin 2015, il participe à la tournée des Barbarians français en Argentine pour affronter les Pumas,.
En seconde partie de saison 2017-2018, il est victime d'une rupture du tendon d'Achille lors d'un entraînement. À la suite de cette grave blessure, il décide de mettre un terme à sa carrière sportive à l'âge de 35 ans.

### Après carrière
Après sa carrière de joueur, il ouvre une brasserie à Toulon avec Soané Toevalu et devient entraîneur des avants au sein du centre de formation du RC Toulon,.

## Statistiques en équipe nationale
- 6 sélections en équipe de France depuis 2012[2]
- Sélections par années: 3 en 2012, 2 en 2013, 1 en 2015
- 0 points marqués
- Équipe de France A en 2010
- Barbarians français en 2008 (Canada)

## Palmarès
- Stade montois
  - Vainqueur des phases finales du Championnat de France de 2e division en 2008

- RC Toulon
  - Finaliste du Challenge européen en 2010 et 2012
  - Finaliste du Championnat de France en 2012 et 2014
  - Vainqueur de la Coupe d'Europe en 2013 et 2014